# New Chapter
New Chapter (en español: Nuevo Capítulo) es el primer álbum del tenor estadounidense Donald Braswell.  Braswell ha entretenido a audiencias no sólo en los Estados Unidos sino también por otras partes del mundo a través de tanto conciertos como apariciones de televisión.  

## Información sobre el álbum
New Chapter contiene elementos del teatro musical, viejos éxitos y la música clásica.  Fue producido por Michael y Ron Morales y coproducido por Mark Martin.  El título del álbum se refiere al «nuevo» capítulo en la vida Braswell, después de haber perdido su voz en un accidente automovilístico en 1995.  Braswell dedica la grabación a «todos los artistas que han estado en las luchas, y de alguna manera volvieron a encontrar la voz que se les ha dado».

## Lista de temas
- «What Kind of Fool Am I?» de Stop the World - I Want to Get Off (Leslie Bricusse, Anthony Newley) - 3:46
- «Bésame mucho» (Consuelo Velázquez) - 3:04
- «The Summer Knows» de Summer of '42 (A. Bergman, M. Bergman, M. Legrand) - 4:30
- «The Shadow Of Your Smile» (J. Mandel, P.F. Webster) - 3:37
- «Pecchè» (Pennino, De Flavis) - 3:48
- «Could It Be Magic» (Barry Manilow, Adrienne Anderson) - 4:42
- «More» (Alex Alstone, Tom Glazer) - 2:49
- «(Where Do I Begin?) Love Story» (Francis Lai, Carl Sigman) - 3:28
- «If» (David Gates) - 2:47
- «Where Is Love?» de la producción musical Oliver! (Lionel Bart) - 4:01
- «Somewhere» de West Side Story (Leonard Bernstein, Stephen Sondheim) - 2:58
- «Who Can I Turn To?» de la producción musical The Roar of the Greasepaint – The Smell of the Crowd (Leslie Bricusse, Anthony Newley) - 2:54
- «Try To Remember» (Tom Jones, Harvey Schmidt) - 3:46
- «Panis Angelicus» (Cesar Franck) - 4:29